# Philipp I. (Hanau-Münzenberg)
Graf Philipp I. (der Jüngere) von Hanau-Münzenberg (* 20. September 1449 in Windecken; † 26. August 1500) war ein Sohn des Grafen Reinhard III. von Hanau und der Pfalzgräfin Margarethe von Pfalz-Mosbach. Er regierte nach einer Landesteilung zwischen ihm und seinem Onkel, Philipp I. (dem Älteren) den Hanau-Münzenberger Landesteil.

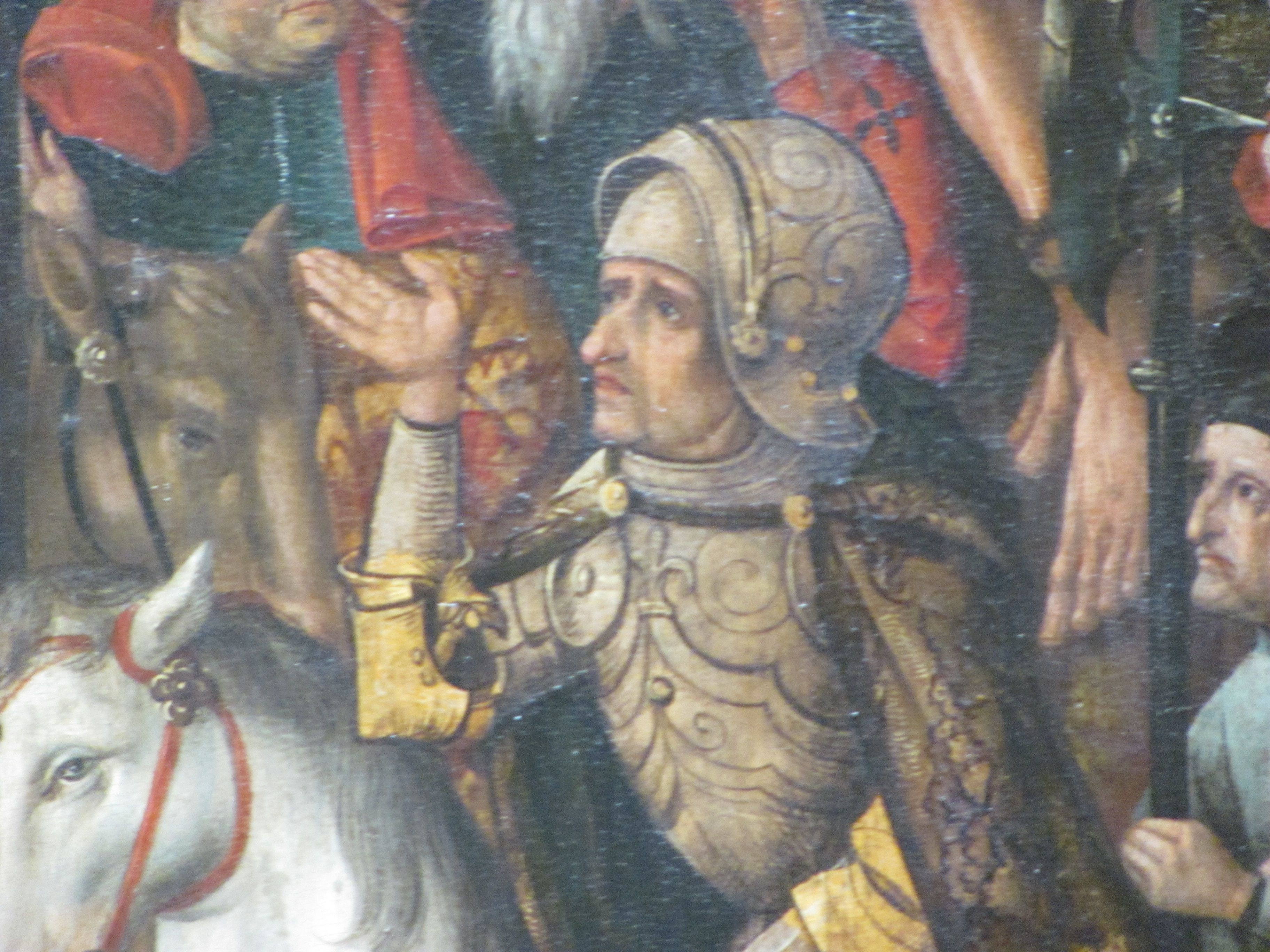
Graf Philipp I., der Jüngere, von Hanau auf dem Wörther Altar

## Kindheit
Philipp I. wurde auf der Burg Windecken geboren und in der dortigen Kirche getauft. Taufpaten waren
- Reinhard von Kleve, nach anderer Überlieferung Reinhard von Kleen, Domdechant zu Mainz,
- Kuno von Beldersheim, Abt des Klosters Seligenstadt, und
- Katharina von Cronberg, geborene von Isenburg, Frau von Frank XII. von Cronberg.

1452 starb nach nur einjähriger Regierungszeit Reinhard III., der Vater des Grafen Philipp I. (des Jüngeren). Philipp war zu diesem Zeitpunkt erst vier Jahre alt, weshalb eine Vormundschaft für ihn eingerichtet werden musste. Diese nahmen zunächst sein Großvater mütterlicherseits, Pfalzgraf Otto I. von Pfalz-Mosbach, seine Großmutter väterlicherseits, Katharina von Nassau-Beilstein, und sein einziger Onkel, Philipp I. (der Ältere), wahr. Dies gilt für die Zeit vor und während der Landesteilung. Danach wurde Philipp I. (der Ältere) zum alleinigen Vormund bestellt. Philipp I. (der Jüngere) wurde 1467 volljährig.
Über seine Kindheit ist im Übrigen nicht viel bekannt.
| Ahnentafel Graf Philipp I. (der Jüngere) von Hanau-Münzenberg | Ahnentafel Graf Philipp I. (der Jüngere) von Hanau-Münzenberg                            | Ahnentafel Graf Philipp I. (der Jüngere) von Hanau-Münzenberg                                  | Ahnentafel Graf Philipp I. (der Jüngere) von Hanau-Münzenberg                                                            | Ahnentafel Graf Philipp I. (der Jüngere) von Hanau-Münzenberg                               | Ahnentafel Graf Philipp I. (der Jüngere) von Hanau-Münzenberg | Ahnentafel Graf Philipp I. (der Jüngere) von Hanau-Münzenberg |
| ------------------------------------------------------------- | ---------------------------------------------------------------------------------------- | ---------------------------------------------------------------------------------------------- | --- | ------------------------------------------------------------------------------------------- | ------------------------------------------------------------- | ------------------------------------------------------------- |
| Urgroßeltern                                                  | Ulrich IV. von Hanau (* 1330/40; † 1380) ⚭ Elisabeth von Wertheim (* ?; † nach 1380)     | Heinrich II. von Nassau-Beilstein (* ?; † 1415) ⚭ Katharina von Randerode (* vor 1380; † 1415) | Ruprecht III. (* 1352; seit 1400 römisch-deutscher König; † 1410) ⚭ Elisabeth von Hohenzollern-Nürnberg (* 1358; † 1411) | Heinrich IV. von Bayern-Landshut (* 1386; † 1450) ⚭ Margarethe von Österreich (* ?; † 1447) |                                                               |                                                               |
| Großeltern                                                    | Reinhard II. von Hanau (* 1369; † 1451) ⚭ Katharina von Nassau-Beilstein (* ?; † 1459)   | Reinhard II. von Hanau (* 1369; † 1451) ⚭ Katharina von Nassau-Beilstein (* ?; † 1459)         | Otto I. von Pfalz-Mosbach (* 1390; † 1461) ⚭ Johanna von Bayern (* 1413; † 1444)                                         | Otto I. von Pfalz-Mosbach (* 1390; † 1461) ⚭ Johanna von Bayern (* 1413; † 1444)            |                                                               |                                                               |
| Eltern                                                        | Reinhard III. von Hanau (* 1412; † 1452) ⚭ Margarethe von Pfalz-Mosbach (* 1432; † 1457) | Reinhard III. von Hanau (* 1412; † 1452) ⚭ Margarethe von Pfalz-Mosbach (* 1432; † 1457)       | Reinhard III. von Hanau (* 1412; † 1452) ⚭ Margarethe von Pfalz-Mosbach (* 1432; † 1457)                                 | Reinhard III. von Hanau (* 1412; † 1452) ⚭ Margarethe von Pfalz-Mosbach (* 1432; † 1457)    |                                                               |                                                               |
| Philipp I. (der Jüngere)                                      |                                                                                          |                                                                                                | |                                                                                             |                                                               |                                                               |

Zur Familie vgl. im Übrigen den Hauptartikel: Hanau (Adelsgeschlecht)

## Landesteilung

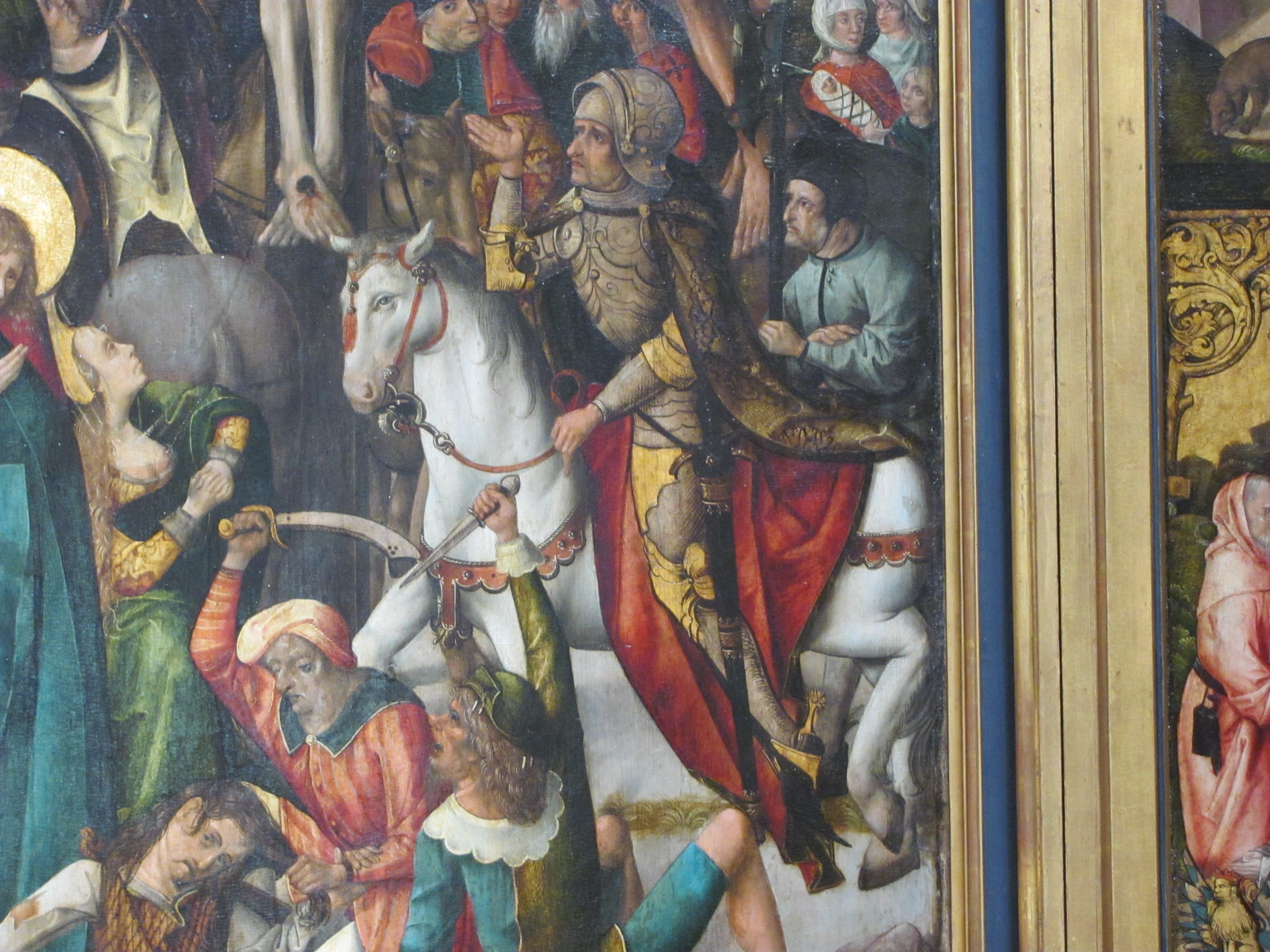
Graf Philipp I., der Jüngere, von Hanau, dargestellt als „römischer“ Hauptmann in der Kreuzigungs-Szene des Wörther Altars

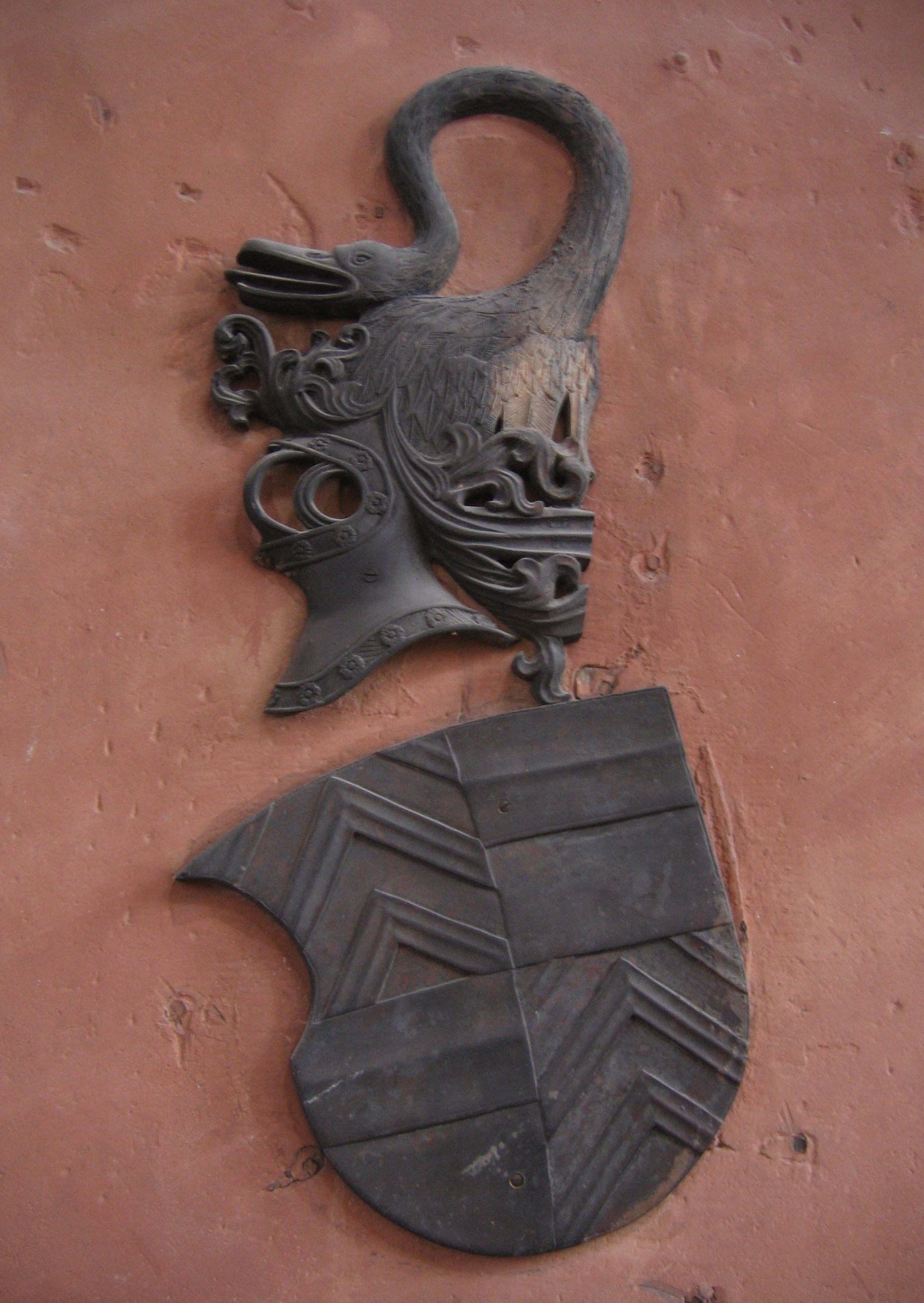
Wappen des Grafen Philipp I. auf seiner Grabplatte in der Marienkirche in Hanau

### Ausgangssituation
Dass ein Vierjähriger die Grafschaft erbte, brachte die Familie in einen Konflikt. Entweder wurde die seit 1375 im Hause Hanau zu beachtende Primogenitur befolgt und abgewartet, ob Philipp I. (der Jüngere) das Erwachsenenalter erreichte, Nachkommen zeugte und die Dynastie fortsetzte. Diese Variante hatte den Vorteil, dass der Besitz der Familie in einer Hand erhalten wurde, hatte aber den Nachteil, dass die Dynastie bei einem kinderlosen Tod Philipps ausstürbe. Oder die Familie missachtete das Primogeniturgebot, erlaubte dem nächsten Agnaten, Philipp I. (dem Älteren), dem Onkel des Grafen Philipp I. (des Jüngeren), zu heiraten. Philipp der Ältere war zum Zeitpunkt der Verhandlungen um die Teilung der Grafschaft 40 Jahre alt, also weit über dem damals üblichen Alter für eine erste Heirat, aber zeugungsfähig. Ein solches Vorgehen hatte den Vorteil, die Chancen für einen Fortbestand der Dynastie erheblich zu erhöhen, aber den Nachteil, dass dazu die Grafschaft geteilt werden musste. (In der zeitgenössischen Vorstellung war eine reine Apanagierung eines Nachgeborenen, also eine ausschließlich finanzielle Ausstattung, ohne dass zugleich Territorium zugewiesen wurde, noch nicht vorstellbar.)

### Streit um die Teilung
Die Auseinandersetzung um die Teilung der Grafschaft Hanau ist relativ gut dokumentiert. Um das beschriebene Vorgehen zu legitimieren, stimmten alle Verwandten der Grafen, die wichtigsten Kooperationen ihrer Untertanen – vor allem die vier Städte der Grafschaft Hanau, Windecken, Babenhausen und Steinau, und die Verbände der Burgmannen der Burg Babenhausen und der Pfalz Gelnhausen – und Vasallen des Grafen von Hanau diesem Vorgehen zu, indem sie in Schreiben an den Pfalzgrafen Otto I. von Pfalz-Mosbach, die noch heute im Hessischen Staatsarchiv Marburg aufbewahrt werden, darum baten, dass auch er einer Heirat des Grafen Philipp I. (des Älteren) zustimme.
Pfalzgraf Otto I. von Pfalz-Mosbach war zunächst gegen diese Lösung. Er versuchte, die Position seiner Tochter Margarethe, der Witwe des Grafen Reinhard III. und Mutter Philipps I. (des Jüngeren), innerhalb des Hanauer Familienverbandes zu stärken, indem er sich bemühte, die Stellung seines Enkels als alleinigem Erben und Stammhalters zu erhalten.

### Teilungsvertrag von 1458
Als Margarethe von Pfalz-Mosbach 1457 starb, erlosch das Interesse des Pfalzgrafen Otto I., die Teilung zu verhindern. Damit fiel die Risikoabwägung zugunsten der Heirat des Onkels aus. Schon im Januar 1458 wurde ein Familienvertrag besiegelt, der alle Teile der Grafschaft, die südlich des Mains lagen, vor allem also das Amt Babenhausen und der hanauische Anteil an Umstadt, Philipp I. (dem Älteren) zusprach, ebenso das Recht zu heiraten. Davon machte er noch im gleichen Jahr Gebrauch. Gemildert wurde die Entscheidung dadurch, dass der ihm zugesprochene Landesteil nur einen kleinen Teil der Grafschaft Hanau darstellte.
Im Rückblick war die Entscheidung richtig, nicht weil Graf Philipp I. (der Jüngere) vorzeitig gestorben wäre, sondern weil es Graf Philipp I., dem Älteren, und seinen Nachkommen durch vorteilhafte Heiraten gelang, eine eigene ansehnliche Grafschaft zu bilden. Das übrige Territorium, das den ganz überwiegenden Teil der Grafschaft Hanau darstellte, verblieb bei Graf Philipp I. (dem Jüngeren). Um die beiden Hanauer Grafschaften unterscheiden zu können, wurde der Teil, der von Graf Philipp I. (dem Älteren) regiert wurde, nach der Lichtenberger Erbschaft 1480 als Grafschaft Hanau-Lichtenberg bezeichnet (zuvor: Hanau-Babenhausen). Für den Teil, der von Graf Philipp I. (dem Jüngeren) regiert wurde, wird seit 1496 von der Grafschaft Hanau-Münzenberg gesprochen.

## Familie

### Die Ehe
Schon 1460 wurde Philipp mit Anna oder Elisabeth von Isenburg verlobt. Diese Verlobung wurde aber gegen eine Abstandszahlung von 2690 Gulden wieder gelöst.
Philipp heiratete dann am 12. September 1468 Gräfin Adriana von Nassau-Dillenburg (* 7. Februar 1449; † 15. Januar 1477), Tochter des Grafen Johann IV. von Nassau-Dillenburg. Ihre gemeinsamen Kinder waren:
1. Eine Tochter (* 4. April 1469), starb kurz nach der Geburt
2. Adriana (1470–1524), vermählt 1490 mit Graf Philipp von Solms-Lich (1468–1544)
3. Margarethe (1471–1503), Nonne im Dominikanerinnenkloster Liebenau bei Worms
4. Reinhard IV. (1473–1512)
5. Anna (* 15. März 1474; † 21. März 1475)
6. Marie (* 4. März 1475; † 18. Mai 1476)

### Das Verhältnis

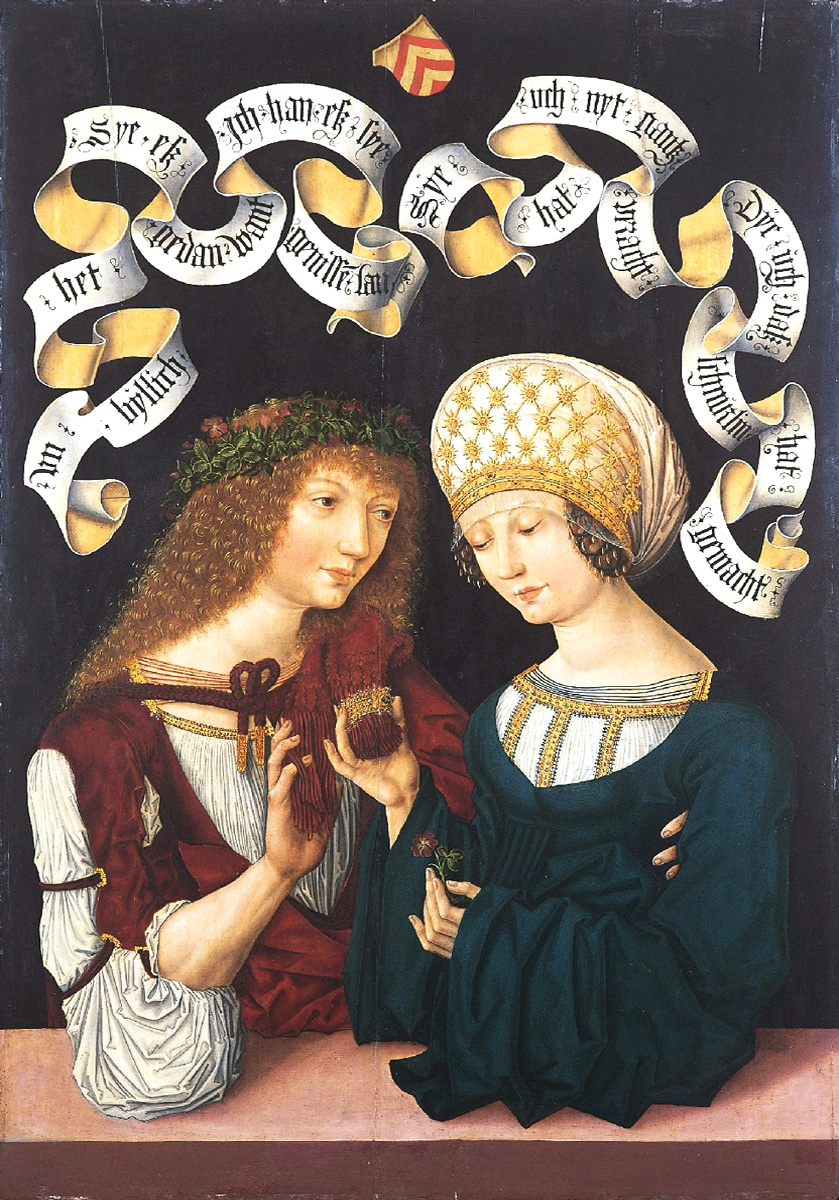
Das Gothaer Liebespaar, mit hoher Wahrscheinlichkeit: Graf Philipp I. (der Jüngere) und Margarete Weißkircher

Nach dem Tod seiner Frau lebte Philipp I. (der Jüngere) mit der nicht standesgemäßen Margarete Weißkircher aus Hanau zusammen. Das war offensichtlich allgemein akzeptiert. Er trat öffentlich mit ihr auf. Repräsentativstes Zeugnis ist wohl das erste großformatige Doppel-Porträt der Kunstgeschichte, das so genannte Gothaer Liebespaar. Das Verhältnis ist im Vergleich zu ähnlichen außerordentlich gut dokumentiert. Das Paar hatte folgende Kinder, die allerdings hinsichtlich der Grafschaft nicht erbberechtigt waren und dem Stand ihres Vaters nicht folgten:
1. Else von Hanau (Geburts- und Sterbedatum nicht bekannt), heiratete 1508 Heinrich Rabe. Der Sohn Philipps I., Graf Reinhard IV. von Hanau-Münzenberg, sorgte auch nach dem Tod des Vaters für seine Stiefschwester und deren Familie, vor allem für die Ehe mit dem gräflich-hanauischen „Beamten“ („Knecht“), Heinrich Rabe.[2]
2. Johann von Hanau-Münzenberg, Pfarrer in Ober-Roden.[3]
3. Anna von Hanau (Geburts- und Sterbedatum nicht bekannt). Der Sohn des Grafen Philipp I., Graf Reinhard IV., sorgte auch nach dem Tod des Vaters für seine Stiefschwester und deren Familie, vor allem aber für eine gute Ehe. Sie heiratete 1517 oder 1518 Dietz Reuter († 1537), Keller zu Ortenberg.[3]

Philipp I. bedachte alle seine außerehelichen Kinder in seinem Testament. Außerdem wird von einem vorehelichen Verhältnis Philipp I. mit einer Magd des Pfarrers von Hochstadt berichtet, Gutte aus Reifenberg.

## Reisen nach Jerusalem

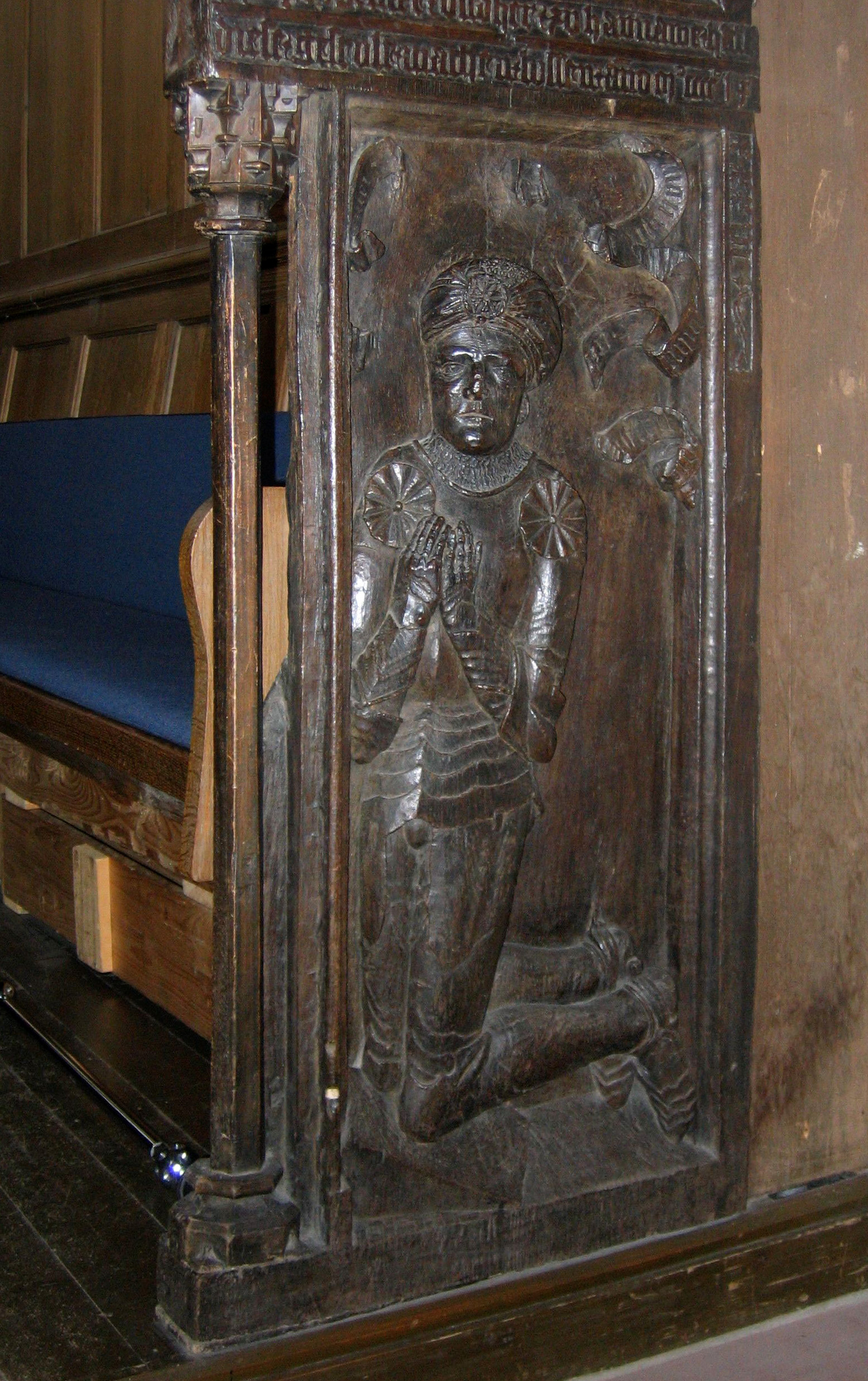
Graf Philipp I., der Jüngere, von Hanau, dargestellt auf einer Chorstuhlwange in der Marienkirche Hanau

Im Jahr 1484 begab sich Philipp zusammen mit seinem Schwager Johann V. zu Nassau-Dillenburg auf eine Pilgerreise nach Jerusalem. Am 10. Juni 1484 segelte er von Venedig ab, landete am 18. Juli 1484 in Jaffa, begab sich von dort nach Jerusalem, das er am 10. August 1484 wieder verließ. Er wurde in der Jerusalemer Grabeskirche zum Ritter vom Heiligen Grab geschlagen. Am 30. November landete er und Johann V. wieder in Venedig, wohin sie über Zypern reisten. Die Rückreise führte ihn und Graf Johann V. über Rom, wo sie am 3. Dezember 1484 wieder aufbrachen und über Siena und Florenz sowie Bologna den Heiligen Abend 1484 in Trient verbrachten. Ende Januar 1485 war er zurück in Hanau. Er verfasste darüber einen Reisebericht, der sich aber weitgehend in der Aufzählung der besuchten heiligen Stätten und des jeweils dort erlangten Ablasses erschöpfte. Eine zweite Reise ins Heilige Land erfolgte 1491 zusammen mit Landgraf Wilhelm I. von Hessen.

## Regierung

### Territorialpolitik
Unter der Herrschaft Philipps I. verzeichnete die Grafschaft Gebietsgewinne: Praunheim (1470), Anteile des Amtes Ortenberg (1476), Fechenheim (1473/1484) und das Amt Homburg (1487) kommen hinzu. Mit der Stadt Frankfurt wurde ein Vergleich – 1453 zunächst vorläufig, 1481 dann endgültig – hinsichtlich des Streits um das Amt Bornheimerberg, mit Isenburg hinsichtlich der Dreieich geschlossen. Ständig war Philipp in Fehden verwickelt, die er möglichst gütlich beizulegen suchte. Das Jahr 1495 soll mit dem Ewigen Landfrieden dann in dieser Beziehung große Erleichterung gebracht haben.

### Reichspolitik
Philipp war sehr reisefreudig. Oft begab er sich an die kurpfälzischen Höfe nach Heidelberg oder Mosbach und nach Mainz.
1469 hielt er sich im Brabant auf.
1471 besuchte er den bedeutenden Reichstag in Regensburg, auf dem sich Kaiser Friedrich III. wieder der Reichspolitik zuwandte.
1474 begleitete er den Kaiser im Heer von Frankfurt nach Linz und beteiligte sich anschließend 1475 mit einem Kontingent an der Seite des Kaisers am Entsatz der durch Karl den Kühnen belagerten Stadt Neuss.
1477 nahm er an dem Turnier in Würzburg teil und schickte Truppen, den Einzug von Erzherzog Maximilian nach Burgund zu unterstützen.
1480 besuchte er den Kaiser in Nürnberg. 1491 war er beim Herzog von Lothringen zu Besuch. 1494 begleitete er den römisch-deutschen König und späteren Kaiser Maximilian I. in Mainz, Speyer und Worms.

### Kirchen- und Kulturpolitik
Graf Philipp I. war der spätmittelalterlichen Frömmigkeit tief verbunden. Er ließ religiösen Institutionen zahlreiche Spenden zukommen, unternahm Wallfahrten, so die beiden Reisen ins Heilige Land, und sammelte Reliquien.
Vom Kloster Seligenstadt, das sich in einer finanziellen Notlage befand, kaufte er den gesamten Reliquienbestand, darunter das Haupt des Heiligen Laurentius. Der Erzbischof von Mainz erhob aber Widerspruch gegen diesen Verkauf, und so musste Philipp die Reliquien wieder in Seligenstadt abliefern. Als Kompensation erhielt er die Dörfer Nauheim, Eschersheim und Ginnheim seitens des Klosters.
Die Reise ins Heilige Land hat Graf Philipp I. offensichtlich sehr geprägt. Im Zusammenhang damit gab er in großem Umfang Aufträge zu Ausbau und Ausstattung der Marienkirche in Hanau:
- Ab 1485 ließ er den gotischen Chor der Kirche bauen,
- gleichzeitig auch eine dem Heiligen Laurenzius geweihte Kapelle (heute: Sakristei), die mit Fresken geschmückt ist, die das Martyrium des heiligen Laurentius und andere Heilige darstellen.
- Einige Ausstattungsstücke sind erhalten: An einer Wange des Chorgestühls ist Graf Philipp I. selbst betend dargestellt; der von ihm – sicherlich neben anderen, aber nicht erhaltenen Altären – gestiftete Wörther Altar; Teile der farbigen Glasfenster im Chor.
- In der Marienkirche errichtete er 1493 ein Chorherrenstift.
- Das „Gothaer Liebespaar“ ist ein weiteres Gemälde, das von seinem Hof stammt und erhalten blieb.

Diese wenigen Kunstwerke sind nicht nur von hervorragender Qualität, sondern auch die wichtigsten künstlerischen Zeugnis, die aus dem Mittelalter in Hanau erhalten geblieben sind.
1468 gründete Erasmus Hasefus, Trompeter des Grafen, zu Ehren des Heiligen Wolfgang eine Kapelle in der Bulau, östlich von Hanau, die sich in den Folgejahren durch großzügige Förderung Philipps zu einem kleinen Serviten-Kloster, dem Kloster Wolfgang entwickelte.

## Tod

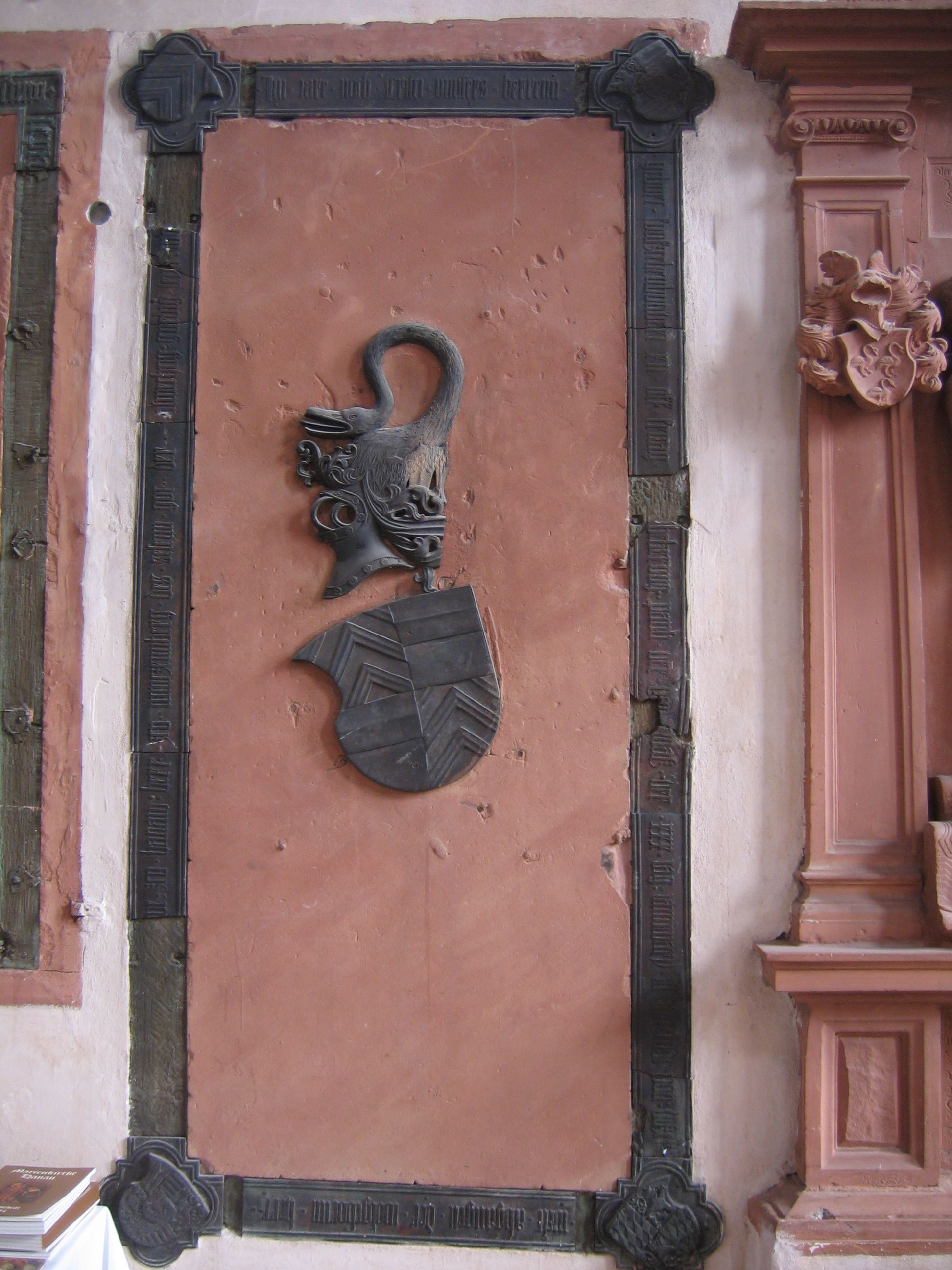
Grabstein des Grafen Philipp I., des Jüngeren, von Hanau-Münzenberg in der Marienkirche in Hanau

Philipp I. (der Jüngere) starb am 26. August 1500 und wurde am 30. September 1500 in der Marienkirche in Hanau beigesetzt. Dabei waren 214 Geistliche anwesend.

## Bewertung
Die Geschichtsschreibung ist mit Philipp nicht immer sehr pfleglich umgegangen. Die protestantischen Gelehrten seit dem 18. Jahrhundert nahmen ihm seine spätmittelalterliche auf Ablass, Reliquien und gute Werke fixierte Frömmigkeit übel, der bürgerlich-militaristische Geschichtsschreibung des 19. Jahrhunderts passte sein auf Ausgleich bedachter Ansatz in den vielen Fehden, in die er verwickelt wurde nicht, und sein Verhältnis zu Margarete Weißkircher sprengte die bürgerliche Moralvorstellung des 19. Jahrhunderts.
Aus heutiger Sicht muss seine Regierungszeit, auch für seine Untertanen, positiv gewertet werden. Die kulturellen Leistungen unter seiner Regierung, von denen die Marienkirche, das „Gothaer Liebespaar“ und der „Wörther Altar“ die hervorragendsten erhalten gebliebenen Zeugnisse sind, waren beachtlich. Er steht damit unter den bedeutenden Persönlichkeiten des Hanauer Grafenhauses neben Ulrich III., Reinhard II. und Philipp Ludwig II.

## Verweise
1. ↑  Er hatte damals schon mindestens einen außerehelichen Sohn, Johann von Hanau-Lichtenberg.
2. ↑  Dietrich: Bastarde, S. 27f.
3. 1 2  Dietrich: Bastarde, S. 28.
4. ↑  Dietrich: Bastarde, S. 27.
5. ↑  Valmar Cramer: Der Ritterorden vom Hl. Grabe von den Kreuzzügen bis zur Gegenwart. J. P. Bachem, Köln 1952, S. 35
6. ↑  Schätze des Staatsarchivs Marburg: Diplom Kaiser Friedrich III. für Graf Philipp d. J. von Hanau über die Bestätigung von Privilegien für die Städte Windecken, Hanau und Babenhausen. Regensburg, 29. Juli 1471.
7. ↑  Hundeshagen 1782, S. 25.
8. ↑  Hundeshagen 1782, S. 25.

| Vorgänger     | Amt                                 | Nachfolger   |
| ------------- | ----------------------------------- | ------------ |
| Reinhard III. | Graf von Hanau-Münzenberg 1452–1500 | Reinhard IV. |

| Personendaten    | Personendaten                                      |
| ---------------- | -------------------------------------------------- |
| NAME             | Philipp I.                                         |
| ALTERNATIVNAMEN  | Philipp der Jüngere; Hanau-Münzenberg, Philipp von |
| KURZBESCHREIBUNG | Graf von Hanau-Münzenberg                          |
| GEBURTSDATUM     | 20. September 1449                                 |
| GEBURTSORT       | Windecken                                          |
| STERBEDATUM      | 26. August 1500                                    |